# Psectra maculosa
Psectra maculosa is een insect uit de familie van de bruine gaasvliegen (Hemerobiidae), die tot de orde netvleugeligen (Neuroptera) behoort. 
Psectra maculosa is voor het eerst wetenschappelijk beschreven door Carpenter in 1961.